# Gerbrunn
Gerbrunn é um município da Alemanha, situado no distrito de Würzburgo, no estado da Baviera. Tem 4,58 km² de área, e sua população em 2019 foi estimada em 6.492 habitantes.